# Volkmarsen
Volkmarsen é um município da Alemanha, situado no distrito de Waldeck-Frankenberg, no estado de Hesse. Tem 67,47 km² de área, e sua população em 2019 foi estimada em 6.746 habitantes.